# Typhlosaurus lomii
Typhlosaurus lomii är en ödleart som beskrevs av  Johann Wilhelm Haacke 1986. Typhlosaurus lomii ingår i släktet Typhlosaurus och familjen skinkar. Inga underarter finns listade i Catalogue of Life.